# اشتباكات باب التبانة وجبل محسن
اشتباكات باب التبانة وجبل محسن هي مواجهات طائفية عسكرية عنيفة ومتكررة، تحدث في طرابلس - شمال لبنان بين السكان المسلمين (من الطائفتين العلوية والسنيّة)، حيث تعتبر (جبل محسن منطقة علوية موالية لنظام السوري) (وباب التبانة منطقة سنية موالية للثورة السورية). بدأت هذه الاشتباكات منذ الحرب الأهلية اللبنانية ولها خلفية طائفية وسياسية.

## اشتباكات خلال الانتفاضة السورية

### اشتباكات يونيو 2011
في يوم الجمعة 17 يونيو 2011. اندلعت مواجهات مسلحة بعد تظاهرة دعم للمتظاهرين السوريين قتل فيها سبعة أشخاص وأصيب 59 شخص كان من بين القتلى جندي بالجيش اللبناني ومسئول في الحزب الديمقراطي العربي.

### اشتباكات فبراير 2012
حدثت بين 10 فبراير و11 فبراير 2012.قتل فيها ثلاثة أشخاص واصيب ستة جنود لبنانيون وكان هناك خوف من أن الحرب الأهلية السورية ان تصل إلى لبنان.

### اشتباكات مايو 2012
اندلعت المواجهات في 12-13 مايو بين أفراد من علوييين الموالييين للرئيس السوري بشار الأسد وأعضاء من التيارات السنية الناشطة في طرابلس وقتل فيها أربعة أشخاص.

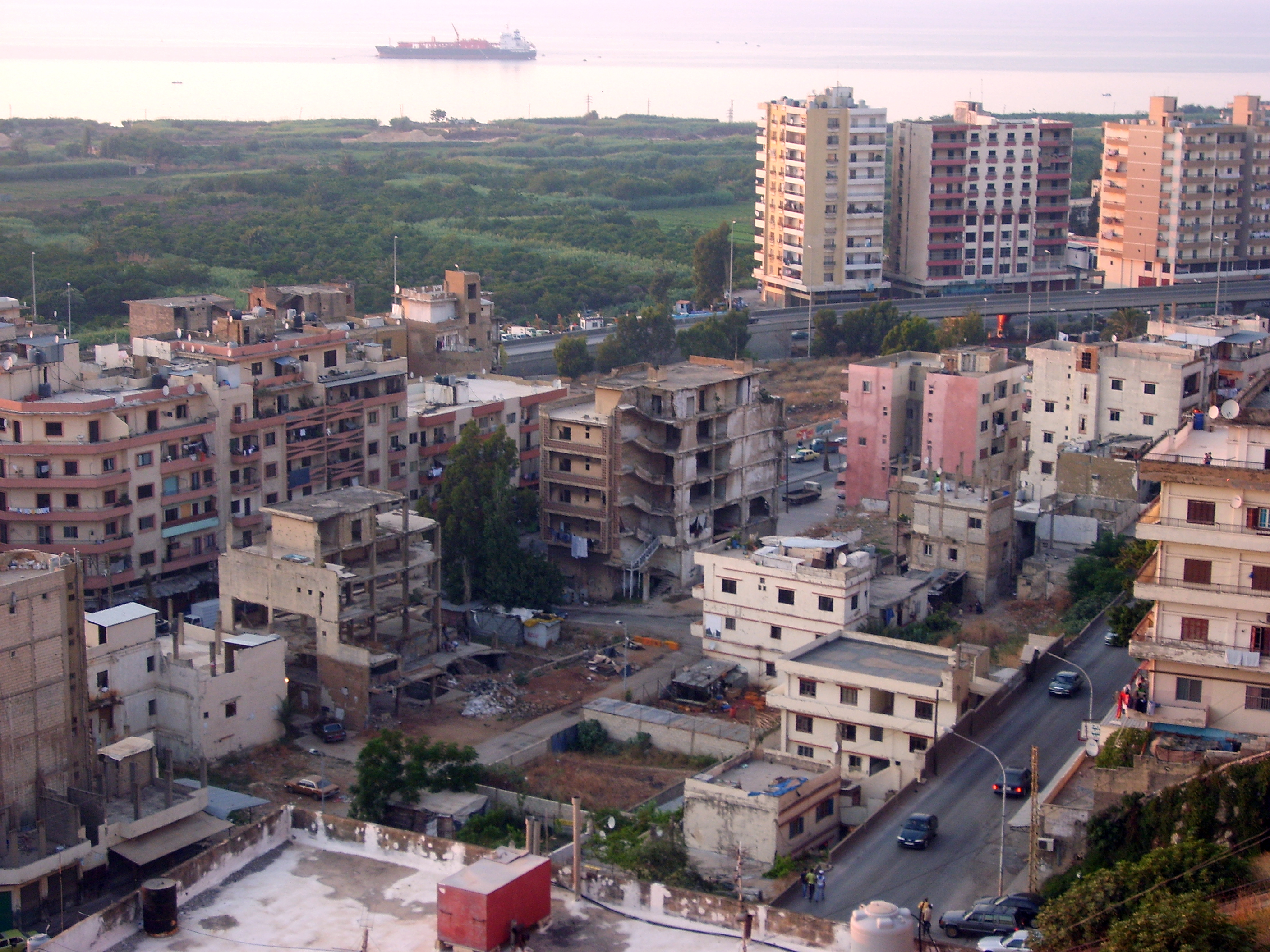
اضرار في الابنية في شارع سوريا في طرابلس

## اشتباكات أغسطس 2012
اندلعت الموجهات مرة آخر ولكن بشكل متقطع في شهر أغسطس وشهد يوم 21 من شهر أغسطس موجهات عنيفة وادت إلى قتيلان و36 جريحا بينهم.